# The Web of Desire

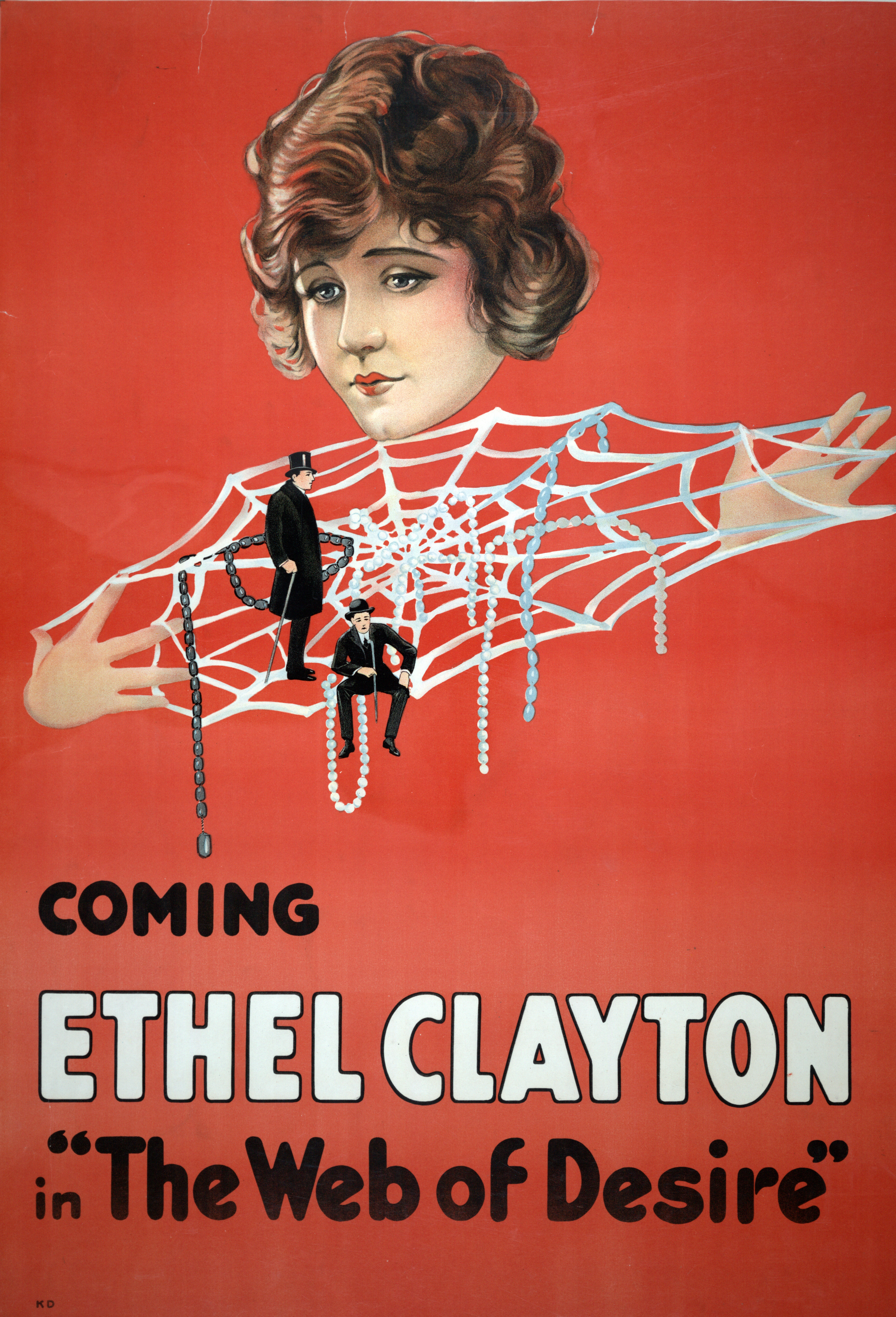
Affiche du film.

The Web of Desire est un film américain réalisé par Émile Chautard, sorti en 1917.

## Synopsis
John Miller, président de la Western Power and Development Company, devient millionnaire quand sa femme, Grace, hérite des actions de son père. Ils déménagent à New York, où John est en proie à des problèmes commerciaux. Il néglige Grace, qui répond à son désintérêt en s'impliquant dans un groupe d'artistes bohèmes. Parmi ses nouvelles connaissances figure Stuart Mordant, l'avocat de Thomas Hurd, l'un des rivaux commerciaux de John. Stuart exploite la situation de Grace en concluant un accord avec Thomas pour prendre le contrôle de la société de son mari pour 500 000 $. L'avocat réussit à compromettre Grace, après quoi John insiste pour divorcer. Grace transfère ses actions à Stuart, et lors de l'assemblée des actionnaires, Thomas exige la démission de John. Il est sur le point de céder lorsque Grace arrive, dénonce Stuart et arrête le transfert. John offre un pistolet à Stuart, suggérant que le suicide est sa seule alternative honorable.

## Fiche technique
- Réalisateur : Émile Chautard
- Scénario : Frances Marion d'après une histoire de E. Lloyd Sheldon
- Production : Peerless Studios, World Film
- Photographie : Lucien Tainguy
- Genre : Drame[1]
- Distributeur : World Pictures
- Durée : 50 minutes
- Date de sortie : 5 mars 1917[2]

## Distribution
- Ethel Clayton : Grace Miller
- Rockliffe Fellowes : John Miller
- Doris Field : Mrs. Langley
- Edward M. Kimball : Thomas Hurd
- Madge Evans : Marjorie
- William A. Williams : Robert Elwell